# Theridion sangzhiense
Theridion sangzhiense là một loài nhện trong họ Theridiidae.
Loài này thuộc chi Theridion. Theridion sangzhiense được Chuandian Zhu miêu tả năm 1998.